# 代爾斯 (加利福尼亞州)
代爾斯（英語：Dales）是位於美國加利福尼亞州蒂黑馬縣的一個人口普查指定地區。

## 地理
代爾斯的座標為40°18′50″N 122°04′14″W / 40.31389°N 122.07056°W，而該地最高點為海拔高度184米（即604英尺）。

## 人口
根據2010年美國人口普查的數據，代爾斯的面積為5.00平方千米，當中陸地面積為5.00平方千米，而水域面積為5.00平方千米。當地共有人口500人，而人口密度為每平方千米100人。